# Anticrates crocophaea
Anticrates crocophaea là một loài bướm đêm thuộc họ Lacturidae. Nó được tìm thấy ở Nam Phi.